# Hyperxena
Hyperxena é um gênero de mariposa pertencente à família Acrolepiidae.